# アッシュル・シャドゥニ
アッシュル・シャドゥニ（Aššur-šaddûni、または-šaduni。maš-šur-KUR-ú-ni/[maš-šur-K]UR-u-ni、「アッシュル神は我らが山」）は「一ヶ月間（1 UTU UD.MEŠ-te）」だけアッシリアを統治した君主。在位は前15世紀半ばであり、『アッシリア王名表』において第64代の王として登場する。父ヌル・イリの地位を継承したが、おじであるアッシュル・ラビ1世のクーデターによって追放された。

## 来歴
アッシュル・シャドゥニの後に続く2人のアッシリア王の在位期間が不明であるため、彼の編年は強固に確立されている『アッシリア王名表』後半部の王たちの編年と切り離されており、その王位継承の年次は不確実性が残る。アッシュル・シャドゥニとその前後の王の同時代碑文は現存していないが、彼の名前は『アッシリア王名表』のバージョンのうち2つ（『コルサバド王名表』『SDAS王名表』）に登場し、また『対照王名表（Synchronistic Kinglist）』の最初の列の終わり、カッシート王朝のバビロン王カシュティリアシュ3世の後継者の1人が入ると想定され得るであろう位置と同じ階層に、かすかに残されている。
『アッシリア王名表』は彼の地位が失われたことを次のように説明している。「ina GIŠ.GU.ZA ú-šat-bi GIŠ.GU.ZA iṣ-bat, 「（アッシュル・シャドゥニ）は王座から、彼は除かれた。王座を彼（アッシュル・ラビ）が奪い取った。」

## 記録
1. ↑  Khorsabad Kinglist tablet IM 60017 (excavation nos.: DS 828, DS 32-54), ii 43.
2. ↑  SDAS Kinglist, tablet IM 60484, ii 32.
3. ↑  Synchronistic Kinglist, Ass 14616c (KAV 216), i 25'.